# 妙昌寺 (東松山市)
妙昌寺（みょうしょうじ）は、埼玉県東松山市大字神戸にある日蓮宗の寺院。山号は青鳥山。旧本山は真間弘法寺。　池上芳師法縁に属する。

## 歴史
寺伝によれば、1271年（文永8年）に日蓮が佐渡流罪の際に青鳥城に立ち寄ったとされ、その後1281年（弘安4年）に青鳥城主・藤原利行（妙照院前郡司大夫入道斎心居士）が妙昌院日仙を開山に迎えて一寺を創建し妙昌寺と名付けたとされている。創建時は青鳥城近郊にあったが、戦国時代に兵乱を避ける為に現在地に移転された。1894年（明治27年）に火災の為に焼失したが漸次再興され、1961年（昭和44年）10月には39世・円中院日典によって現本堂が、1999年（平成11年）5月30日には41世・覺修院日暢（八代大明）によって尊神堂が、2009年（平成21年）には現住職である42世・顯敎院日祇（村井惇匡）によって法徳日也尊社が、それぞれ再建・整備され現在の威容が整えられた。

## 伽藍・境内
本堂
1961年（昭和44年）10月に39世・円中院日典によって再建されたもの。
祖師堂
1271年（文永8年）日蓮の佐渡流罪の際に、師弟別離を惜しんだ直弟子の日法によって彫刻されたと伝えられる祖師像が安置されている。像高68.5cmの檜材寄木造りで、紫衣に袈裟を纏い左手首に数珠を掛け両手で経巻を持っている。
尊神堂
昭和初期に間口2間・奥行3間で建立されたが、立教開宗750年を記念して1999年（平成11年）5月30日に40世・覺修院日暢（八代大明）によって再建された。4間四面の総木造で、鬼子母神が安置されている。この像はかつて千葉県市川市行徳に安置されていたものを、当時の総代であった稲村市五郎・関口松五郎・新井いねが交代で背負い唱題行脚をしながら遷座したものである。毎年4月に春季大祭が開催される。
法徳日也尊社
2009年（平成21年）に、『立正安国論』奏進750年を記念して42世・顯敎院日祇（村井惇匡）によって鳥居が建立された。稲荷神が祀られている。
日蓮供養板石塔婆
1346年（貞和2年）10月13日の日蓮の六十五回忌に際し、当時の住持であった日願が26人の結衆と共に建立した供養碑（高さ160cm・幅40cm）で、埼玉県指定文化財に登録されている。この他に、東松山市の指定文化財である「妙昌寺板石塔婆」十数基や「瓦塔」がある。

## 文化財
埼玉県指定文化財
- 日蓮供養板石塔婆（考古資料）

東松山市指定文化財
- 日蓮上人祖師像（彫刻）
- 瓦塔（考古資料）
- 妙昌寺板石塔婆（考古資料）

## 歴代住持
| 歴代     | 法号 （俗姓・道号）     | 命日（享年［数え年］）           | 経歴 |
| -------- | ----------------------- | -------------------------------- | --- |
| 開山     | 妙昌院日仙              | 元徳2年（1330年）10月22日        | |
|          | 日願                    |                                  | |
| 中興開山 | 陽林院日通              | 天和2年（1682年）12月8日         | |
| 20世     | 通真院日正              | 宝永2年（1705年）5月19日         | |
| 21世     | 長善院日勤              | 延享元年（1744年）5月17日        | |
| 22世     | 一樹院日東              | 宝永3年（1706年）5月15日         | |
| 23世か   | 法悟院日妙              | 元文2年（1737年）7月19日         | |
| 24世     | 宣如院日暁              | 安永7年（1778年）12月14日        | |
| 27世     | 常運院日祇 （辨隆）     | 文化3年（1806年）8月13日（71歳） | 本山 真間山弘法寺（千葉県市川市真間） 37世 飯高檀林 妙雲山飯高寺（千葉県匝瑳市飯高） 196世能化 慈雲山常栄寺（神奈川県鎌倉市大町） 18世 |
| 28世     | 本沾院日随              | 嘉永4年（1851年）8月29日         | |
| 29世か   | 日相                    |                                  | |
| 30世     | 常智院日能 （辨誓）     | 安政5年（1858年）10月21日        | 惺興山妙勧寺（千葉県夷隅郡大多喜町） 35世 妙珍山蓮昌寺（神奈川県小田原市本町） 43世                                                    |
| 31世     | 妙進院日忠 （辨行）     | 明治23年（1890年）4月16日        | 笛倉山浄圓寺（千葉県夷隅郡大多喜町） 38世                                                                                              |
| 32世     | 日静 （鈴木日静）       |                                  | |
| 34世     | 竜門院日登              |                                  | |
| 35世     | 厚心院日恵 （神部宣忠） | 大正14年（1925年）7月7日（54歳） | 東耀山圓大院（神奈川県横浜市中区） 4世 方運山青柳寺（神奈川県相模原市南区） 22世                                                       |
| 36世     | 感化院日澄              |                                  | |
| 37世     | 全中院日治 （奥野瑞韶） | 大正12年（1923年）5月1日         | |
| 38世     | 慈照院日昶              | 昭和34年（1959年）7月17日        | |
| 39世     | 円中院日典              | 昭和45年（1970年）4月8日（66歳） | 法蓮山光照寺（埼玉県比企郡嵐山町） 20世                                                                                                |
| 40世     | 覺真院日由 （青山大成） |                                  | |
| 41世     | 覺修院日暢 （八代大明） | 平成17年（2005年）10月17日       | 法蓮山光照寺（埼玉県比企郡嵐山町） 21世                                                                                                |
| 42世     | 顯敎院日祇 （村井惇匡） |                                  | 法務省 人権擁護委員・保護司 川越少年刑務所 教誨師                                                                                      |

## 交通アクセス
- 東松山駅東口から東松山市内循環バス（市民健康増進センター行）「上神戸」バス停下車5分（日曜日は運休）
- 高坂駅西口から鳩山町営路線バス（上熊井行または越生駅行）「神戸神社前」バス停下車10分
- 関越自動車道 東松山ICから車で約15分